# Брюне, Клод
Клод Брюне́ (фр. Claude Brunet) — французский медик и философ

, живший в Париже в конце XVII — начале XVIII веков. Его «Проект новой метафизики» Андре Лаланд считал самым законченным образцом настоящего солипсизма.

## Биография
До сегодняшнего момента он не пользовался репутацией, которую заслуживал благодаря новым, великим, отважным идеям, выраженным в его трудах. У нас нет сведений о месте и времени его рождения и смерти. Его книги, спрятанные под слоями пыли в нескольких библиотеках, стали исключительной редкостью. Среди них есть те, которые, кажется, полностью утеряны. Всё, что известно о его личной жизни, ограничивается сведениями о том, что он появлялся на публичных конференциях аббата де ла Рок, где он один раз произнес речь о языке животных в присутствии Пьера-Сильвиана Реджиса, Адриена Озу, Жака Озанама, Лемери, Дюверне и др., и что он часто посещал общество аббата Кордемуа. 22 апреля 1717 года на медицинском курсе он защищает любопытную диссертацию «A diversis alimenlis, indoles ingeniis diversa». Если бы мы знали, что стало с библиотекой этого учёного, и где находятся его документы, мы бы смогли пролить больше света на Клода Брюне.

## «Проект новой метафизики»
«Проект новой метафизики», зачитанный сначала на лекциях аббата де Кордемуа и напечатанный впоследствии в Париже в 1703 или 1704 году форматом в двенадцатую долю листа. Именно благодаря этому произведению Клод Брюне оказался особенно выдающимся. Невозможно было найти ни единого экземпляра; но на основании того, что писали газеты того времени, можно сделать вывод, что автор изложил в нём систему идеализма, смелую и важную, такую же, которая десять лет спустя прославит английского епископа Беркли, и которая в новой форме будет возрождена в XIX веке в Германии гениальным профессором Готлибом Фихте, что даёт французскому философу приоритет. И кто знает, не стала ли его книга отправной точкой для епископа Клойнского Беркли?
В вышеупомянутом медицинском журнале Брюне часто на определение философской системы, которая его занимала:
	«Я рассматриваю, — говорит он, — душу или себя как свет ума и чувства, который сам загорается внутри, зная посредством чувств всё, что он представляет собой, всё, что он совершает, и всё, что происходит в нём, превращает все постижимые и чувственные вещи в идеи и изменения, которым он посвящает себя своими прямыми и продуманными действиями, исходящими от него к нему самому, следуя различным впечатлениям, объединяющимся в группу с его собственной сущностью, видящей и видимой, представляя себя в бесконечности; и в нём одном, как будто индивидуальном,  он очерчивает все эти взгляды и т. п.»
Брюне должен рассматриваться как отец современного идеализма, поскольку эта смелая система родилась у него спонтанно, без примера и проводника, не в результате обучения или потому что так сложилось исторически. В остальном Брюне выступал против многочисленных философских мнений картезианского реализма; но, без сомнения, у тех, кому он оппонирует, чувствуется действие благотворного брожения, которое этот великий человек вызвал в умах во Франции.
Что касается системы идеализма Брюне и нескольких трудов, которые он опубликовал, рассмотрим стр.  547—560 «Мимолетных исторических и литературных пьес», опубликованны Флаша-Сен-Совёром в Париже в 1704 году; журналист о ней написал следующее: «Этот господин Брюне, известный в гуманитарной среде своими многочисленными физическими системами и т. п., решил с недавних пор показать, что глубокие размышления об общих причинах вещей и самых постоянных законах природы нисколько не удаляют его от практики и действий, которые врач должен делать в соответствии со своим пониманием свойствах материи и устройства животного мира».
Это позволяет нам сделать вывод, что Брюне занимался добычей камня, и что его идеи по этому поводу вызывали большую волну толков в академии наук, где они были предложены. Тем не менее журналист позволяет себе позабавиться над «Проектом новой метафизики», сделать несколько замечаний и отпустить несколько шуточек, обычно противопоставляемых идеализму.

## Другие публикации
Его основные работы:
1. «Трактат о прогрессе медицины», Париж, 1709, формат в двенадцатую долю листа, очень редкий. (См. об этом труде «Библиотека философов и учёных как древних, так и современных», Анри Готье, Париж, 1725, 3 том. На странице 285-5 1 тома находятся две статьи Брюне, которые, возможно, касаются той же личнос).
2. «Прогресс медицины, содержащий сборник всего, считается полезным для практики, с суждением по всем работам, которые имеют отношение к теории этой науки», Париж, королевская типография, 1695, 1698 и 1709, том 5, формат в двенадцатую долю листа. Этот труд представляет собой разновидность журнала, заполненного описаниями занимательных случаев и интересных наблюдений. Найдены ещё несколько тетрадей 1965 года и последующих лет. Первая тетрадь посвящена Пьеру Мишону Бурдело, врачу Людовика XIV, который оставил рукопись «Каталог книг по медицине с короткой критикой и жизнеописанием его авторов», в котором также можно было бы найти сведения о нашем Брюне. Последние тетради этого журнала датируются январём, февралём и мартом 1709 года. Нельзя быть уверенным в том, что Готье в своей «Библиотеке» не их имел в виду и хотел их просто указать. (См. также «Литературная, историческая и критическая библиотека медицины», Жозеф Бартелеми Франсуа Карер, Париж, 1776, формат 40).
3. «Обоснованный трактат о структуре органов обоих полов, предназначенных для размножения», 1696, формат в двенадцатую долю листа.
4. Диссертация «Ergo a diverso glandularum situ secretiones», Париж, 1757, формат 40; она была процитирована Альбрехтом вон Галлером в его издании «Methodus studii medici de Boerhaave» (Методы Методы Бургаве, изучаемые медиками), т.4, стр. 426.